# CSKA Arena
De CSKA Arena (Russisch: ЦСКА Арена), heette vroeger VTB IJspaleis (Russisch: ВТБ Ледовый дворец, VTB Ledoviij dvorets) is een uit drie hallen bestaand multifunctioneel centrum in Moskou dat voornamelijk wordt gebruikt voor de thuiswedstrijden van ijshockeyclub HC CSKA Moskou. Het stadion is gebruikt voor het Wereldkampioenschap ijshockey mannen 2016. De capaciteit is 12.100 toeschouwers voor ijshockey en kunstschaatsen, 13.000 voor basketbal en 14.000 voor worstelen, boksen, MMA en concerten. De grote hal heeft ook 80 VIP boxen. De kleine hal heeft een capaciteit van 3.500 toeschouwers en de trainingshal van 200. Het stadion is genoemd naar de VTB bank. In 2018 werd de Final-four in de VTB United League basketbal in de hal gehouden.